# Tornei di tennis femminili nel 1895
Prima della nascita del WTA Tour, ossia l'apertura alle tenniste professioniste dei tornei che prima di quell'anno erano riservati alle tenniste dilettanti, tutti gli eventi più importanti erano amatoriali, tra questi c'erano i tornei del Grande Slam: il Campionato francese di tennis, il Torneo di Wimbledon e gli U.S. National Championships.

## Gennaio
Nessun evento

## Febbraio
Nessun evento

## Marzo
Nessun evento

## Aprile
| Settimana | Torneo                                                                                            | Vincitore                       | Finalista         | Semifinalisti | Eliminati ai quarti |
| --------- | ------------------------------------------------------------------------------------------------- | ------------------------------- | ----------------- | ------------- | ------------------- |
| 6 aprile  | British Covered Court Championships 1895 Londra, Gran Bretagna Parquet indoor Singolare - Doppio  | Charlotte Cooper 6-4 3-6 6-1    | Edith Austin      |               |                     |
| 6 aprile  | British Covered Court Championships 1895 Londra, Gran Bretagna Parquet indoor Singolare - Doppio  |                                 |                   |               |                     |
| 8 aprile  | South Australian Championships 1895 Adelaide, Australia Erba Singolare - Doppio                   | LE Payne 6-2 6-4                | Maisie Parr       |               |                     |
| 8 aprile  | South Australian Championships 1895 Adelaide, Australia Erba Singolare - Doppio                   | L Payne Wyatt                   |                   |               |                     |
| 8 aprile  | South Australian Championships 1895 Adelaide, Australia Erba Singolare - Doppio                   | Doppio misto: LE Payne Mr Bowen | Brown Mr Harbison |               |                     |
| 27 aprile | Welsh Covered Court Championships 1895 Llandudno, Gran Bretagna Parquet indoor Singolare - Doppio | Alice Pickering 6-1 6-0         | Ruth Dyas         |               |                     |
| 27 aprile | Welsh Covered Court Championships 1895 Llandudno, Gran Bretagna Parquet indoor Singolare - Doppio |                                 |                   |               |                     |

## Maggio
| Settimana | Torneo                                                                       | Vincitore                                        | Finalista                   | Semifinalisti | Eliminati ai quarti |
| --------- | ---------------------------------------------------------------------------- | ------------------------------------------------ | --------------------------- | ------------- | ------------------- |
| 11 maggio | New South Wales Championships 1895 Sydney, Australia Erba Singolare - Doppio | Mabel Shaw 6-3 2-6 6-3                           | S Dransfield                |               |                     |
| 11 maggio | New South Wales Championships 1895 Sydney, Australia Erba Singolare - Doppio | M Dransfield P Dransfield 9-7 10-8               | Ada Keele E. Mackenzie      |               |                     |
| 11 maggio | New South Wales Championships 1895 Sydney, Australia Erba Singolare - Doppio | Doppio misto: Mabel Shaw Percy Colquhoun 6-1 6-4 | Miss Dransfield Dudley Webb |               |                     |

## Giugno
| Settimana | Torneo                                                                             | Vincitore                                                     | Finalista                          | Semifinalisti | Eliminati ai quarti |
| --------- | ---------------------------------------------------------------------------------- | ------------------------------------------------------------- | ---------------------------------- | ------------- | ------------------- |
| 1º giugno | Irish Championships 1895 Dublino, Irlanda Erba Singolare - Doppio                  | Charlotte Cooper 6-4 6-4                                      | Lottie Paterson                    |               |                     |
| 1º giugno | Irish Championships 1895 Dublino, Irlanda Erba Singolare - Doppio                  | Charlotte Cooper E Cooper 6-1 6-3                             | Helen Jackson N Pope               |               |                     |
| 1º giugno | Irish Championships 1895 Dublino, Irlanda Erba Singolare - Doppio                  | Doppio misto: Charlotte Cooper Harold Mahony 6-2 6-1 1-6 6-2  | Jane Corder George Greville        |               |                     |
| 3 giugno  | Torneo di Whitehouse 1895 Edimburgo, Gran Bretagna Erba Singolare - Doppio         | Miss Stoltz walkover                                          | Mrs Kirkwood                       |               |                     |
| 3 giugno  | Torneo di Whitehouse 1895 Edimburgo, Gran Bretagna Erba Singolare - Doppio         |                                                               |                                    |               |                     |
| 4 giugno  | Torneo di Hexham 1895 Hexham, Gran Bretagna Erba Singolare - Doppio                | Lucy Kendal walkover                                          | B. Jackson                         |               |                     |
| 4 giugno  | Torneo di Hexham 1895 Hexham, Gran Bretagna Erba Singolare - Doppio                |                                                               |                                    |               |                     |
| 8 giugno  | Middlesex Championships 1895 Londra, Gran Bretagna Erba Singolare - Doppio         | Charlotte Cooper 6-3 7-5                                      | Edith Austin                       |               |                     |
| 8 giugno  | Middlesex Championships 1895 Londra, Gran Bretagna Erba Singolare - Doppio         |                                                               |                                    |               |                     |
| 12 giugno | Middle States Championships 1895 Orange, USA Erba Singolare - Doppio               |                                                               |                                    |               |                     |
| 12 giugno | Middle States Championships 1895 Orange, USA Erba Singolare - Doppio               |                                                               |                                    |               |                     |
| 12 giugno | Middle States Championships 1895 Orange, USA Erba Singolare - Doppio               | Doppio misto: Augusta Schultz Clarence Hobart 0-6 6-2 6-3 7-5 | Juliette Atkinson Dr WN Frazer     |               |                     |
| 15 giugno | Kent County Championships 1895 Blackheath, Gran Bretagna Erba Singolare - Doppio   | Georgina Wilson 6-4 6-2                                       | Mrs Waring                         |               |                     |
| 15 giugno | Kent County Championships 1895 Blackheath, Gran Bretagna Erba Singolare - Doppio   |                                                               |                                    |               |                     |
| 15 giugno | Northern Championships 1895 Manchester, Gran Bretagna Erba Singolare - Doppio      | Louisa Martin 7-5 6-3                                         | Helen Jackson                      |               |                     |
| 15 giugno | Northern Championships 1895 Manchester, Gran Bretagna Erba Singolare - Doppio      | Helen Jackson Maud Shackle 6-4 1-6 7-5                        | Charlotte Cooper Bertha Steedman   |               |                     |
| 15 giugno | Northern Championships 1895 Manchester, Gran Bretagna Erba Singolare - Doppio      | Doppio misto: Charlotte Cooper Harold Mahony 0-6 6-4 6-1      | Maud Shackle Wilfred Baddeley      |               |                     |
| 15 giugno | Bohemian Championships 1895 Praga, Boemia Terra rossa Singolare - Doppio           | Contessa Kara von Nostitz 6-4 6-4                             | Hedwig Rosenbaum                   |               |                     |
| 15 giugno | Bohemian Championships 1895 Praga, Boemia Terra rossa Singolare - Doppio           |                                                               |                                    |               |                     |
| 22 giugno | Kent Championships 1895 Beckenham, Gran Bretagna Singolare - Doppio                | Edith Austin 6-3 6-1                                          | Amy Wilson                         |               |                     |
| 22 giugno | Kent Championships 1895 Beckenham, Gran Bretagna Singolare - Doppio                |                                                               |                                    |               |                     |
| 22 giugno | West Side Lawn Tennis Club Tournament 1895 New York, USA Erba Singolare - Doppio   | Juliette Atkinson 6-4 6-2 6-3                                 | Mary Millett                       |               |                     |
| 22 giugno | West Side Lawn Tennis Club Tournament 1895 New York, USA Erba Singolare - Doppio   |                                                               |                                    |               |                     |
| 22 giugno | West Side Lawn Tennis Club Tournament 1895 New York, USA Erba Singolare - Doppio   | Doppio misto: Juliette Atkinson Dr WN Frazer 7-5 3-6 6-3 9-7  | Helena Hellwig Jahial Parmly Paret |               |                     |
| 22 giugno | West of England Championships 1895 Bath, Gran Bretagna Erba Singolare - Doppio     | Helen Jackson 6-1 6-1                                         | Madeline O'Neill                   |               |                     |
| 22 giugno | West of England Championships 1895 Bath, Gran Bretagna Erba Singolare - Doppio     | M Jones Lottie Paterson 6-0 6-3                               | Madeline O'Neill Gertrude Provis   |               |                     |
| 22 giugno | West of England Championships 1895 Bath, Gran Bretagna Erba Singolare - Doppio     | Doppio misto: Helen Jackson Clement Cazalet 6-3 6-2           | Ethel Parr George Butterworth      |               |                     |
| 29 giugno | Queen's Club Championships 1895 Londra, Gran Bretagna Erba Singolare - Doppio      | Maud Shackle 6-2 7-5                                          | Edith Austin                       |               |                     |
| 29 giugno | Queen's Club Championships 1895 Londra, Gran Bretagna Erba Singolare - Doppio      |                                                               |                                    |               |                     |
| 29 giugno | Bristol and Clifton Tournament 1895 Bristol, Gran Bretagna Erba Singolare - Doppio | Helen Jackson 6-3 6-1                                         | Alice Pickering                    |               |                     |
| 29 giugno | Bristol and Clifton Tournament 1895 Bristol, Gran Bretagna Erba Singolare - Doppio |                                                               |                                    |               |                     |
| 29 giugno | U.S. National Championships 1895 Filadelfia, USA Erba Singolare - Doppio           | Juliette Atkinson 6-4, 6-2, 6-1                               | Helen Hellwig                      |               |                     |
| 29 giugno | U.S. National Championships 1895 Filadelfia, USA Erba Singolare - Doppio           | Helen Hellwig Juliette Atkinson 6-2, 6-2, 12-10               | Elisabeth Moore Arny Williams      |               |                     |

## Luglio
| Settimana | Torneo                                                                                                   | Vincitore                                         | Finalista                     | Semifinalisti | Eliminati ai quarti |
| --------- | --- | ------------------------------------------------- | ----------------------------- | ------------- | ------------------- |
| 4 luglio  | Welsh Championships 1895 Penarth, Gran Bretagna Erba Singolare - Doppio                                  | Jane Corder 4-6 7-5 6-4                           | Helen Jackson                 |               |                     |
| 4 luglio  | Welsh Championships 1895 Penarth, Gran Bretagna Erba Singolare - Doppio                                  |                                                   |                               |               |                     |
| 6 luglio  | Torneo di Maidstone 1895 Maidstone, Gran Bretagna Erba Singolare - Doppio                                | N. Greene 7-5 5-3 ritiro                          | Mrs Blackett                  |               |                     |
| 6 luglio  | Torneo di Maidstone 1895 Maidstone, Gran Bretagna Erba Singolare - Doppio                                |                                                   |                               |               |                     |
| 6 luglio  | Gipsy Lawn Tennis Club Tournament 1895 Londra, Gran Bretagna Erba Singolare - Doppio                     | Miss Childs 6-4 6-4                               | Ruth Pennington-Legh          |               |                     |
| 6 luglio  | Gipsy Lawn Tennis Club Tournament 1895 Londra, Gran Bretagna Erba Singolare - Doppio                     |                                                   |                               |               |                     |
| 6 luglio  | Nottinghamshire Open 1895 Nottingham, Gran Bretagna Erba Singolare - Doppio                              | Miss Snook 6-3 2-6 6-0                            | E. Vaudrey                    |               |                     |
| 6 luglio  | Nottinghamshire Open 1895 Nottingham, Gran Bretagna Erba Singolare - Doppio                              |                                                   |                               |               |                     |
| 9 luglio  | Torneo di Bad Kissingen 1895 Bad Kissingen, Germania Erba Singolare - Doppio                             | Frl von Helldorf 7-5, 6-4                         | Baroness Waldsheel            |               |                     |
| 9 luglio  | Torneo di Bad Kissingen 1895 Bad Kissingen, Germania Erba Singolare - Doppio                             |                                                   |                               |               |                     |
| 9 luglio  | Torneo di Bad Kissingen 1895 Bad Kissingen, Germania Erba Singolare - Doppio                             | Doppio misto: Frl von Hoven Charles Voigt 6-2 6-1 | Frl von Butter Count Muenster |               |                     |
| 13 luglio | Torneo di Sheffield and Hallamshire 1895 Sheffield, Gran Bretagna Erba Singolare - Doppio                | Ruth Dyas 7-5 6-3                                 | Gertrude Provis               |               |                     |
| 13 luglio | Torneo di Sheffield and Hallamshire 1895 Sheffield, Gran Bretagna Erba Singolare - Doppio                |                                                   |                               |               |                     |
| 13 luglio | Canadian Championships 1895 Niagara-On-The Lake, Canada Erba Singolare - Doppio                          | Mrs Sydney Smith 3-6 6-1 6-3                      | Maude Delano-Osborne          |               |                     |
| 13 luglio | Canadian Championships 1895 Niagara-On-The Lake, Canada Erba Singolare - Doppio                          |                                                   |                               |               |                     |
| 15 luglio | Torneo di Wimbledon 1895 Londra, Gran Bretagna Erba Singolare                                            | Charlotte Cooper 7-5, 8-6                         | Helen Jackson                 |               |                     |
| 20 luglio | Torneo di Gainsborough 1895 Gainsborough, Gran Bretagna Erba Singolare - Doppio                          | Amy Wilson 6-2 6-4                                | Agatha Templeman              |               |                     |
| 20 luglio | Torneo di Gainsborough 1895 Gainsborough, Gran Bretagna Erba Singolare - Doppio                          |                                                   |                               |               |                     |
| 24 luglio | Torneo di Leamington 1895 Leamington, Gran Bretagna Erba Singolare - Doppio                              | Ruth Dyas walkover                                | L Kendal                      |               |                     |
| 24 luglio | Torneo di Leamington 1895 Leamington, Gran Bretagna Erba Singolare - Doppio                              |                                                   |                               |               |                     |
| 27 luglio | Edgbaston Croquet and Lawn Tennis Club Tournament 1895 Birmingham, Gran Bretagna Erba Singolare - Doppio | Winifred Longhurst 4-6 6-4 7-5                    | C Jones                       |               |                     |
| 27 luglio | Edgbaston Croquet and Lawn Tennis Club Tournament 1895 Birmingham, Gran Bretagna Erba Singolare - Doppio |                                                   |                               |               |                     |

## Agosto
| Settimana | Torneo                                                                                               | Vincitore                                                | Finalista                        | Semifinalisti | Eliminati ai quarti |
| --------- | --- | -------------------------------------------------------- | -------------------------------- | ------------- | ------------------- |
| agosto    | Pacific Northwest Championships 1895 Tacoma, USA Cemento Singolare - Doppio                          | Miss Kershaw 6-0 6-0                                     | Mrs Eaton                        |               |                     |
| agosto    | Pacific Northwest Championships 1895 Tacoma, USA Cemento Singolare - Doppio                          | Miss Eaton Mrs Eaton 6-4, 6-2                            | Mrs Burill Miss Kershaw          |               |                     |
| 3 agosto  | Queensland Championships 1895 Brisbane, Australia Erba Singolare - Doppio                            | Amy Pratten 6-4 5-7 7-5                                  | Miss Pugh                        |               |                     |
| 3 agosto  | Queensland Championships 1895 Brisbane, Australia Erba Singolare - Doppio                            |                                                          |                                  |               |                     |
| 3 agosto  | Northumberland Championships 1895 Newcastle upon Tyne, Gran Bretagna Erba Singolare - Doppio         | Charlotte Cooper 7-5 6-1                                 | Helen Jackson                    |               |                     |
| 3 agosto  | Northumberland Championships 1895 Newcastle upon Tyne, Gran Bretagna Erba Singolare - Doppio         | Helen Jackson Maud Shackle 6-3 6-3                       | Charlotte Cooper E. Cooper       |               |                     |
| 3 agosto  | Northumberland Championships 1895 Newcastle upon Tyne, Gran Bretagna Erba Singolare - Doppio         | Doppio misto: Maud Shackle Wilfred Baddeley 3-6 6-2 6-4  | Charlotte Cooper Harold Mahony   |               |                     |
| 8 agosto  | Torneo di Stroud 1895 Stroud, Gran Bretagna Erba Singolare - Doppio                                  | Henrica Ridding 8-6 4-6 7-5                              | Emma Ridding                     |               |                     |
| 8 agosto  | Torneo di Stroud 1895 Stroud, Gran Bretagna Erba Singolare - Doppio                                  |                                                          |                                  |               |                     |
| 10 agosto | Torneo di Trefriw 1895 Trefriw, Gran Bretagna Erba Singolare - Doppio                                | Ruth Dyas 4-6 6-3 7-5                                    | Miss Murray                      |               |                     |
| 10 agosto | Torneo di Trefriw 1895 Trefriw, Gran Bretagna Erba Singolare - Doppio                                |                                                          |                                  |               |                     |
| 10 agosto | West of Scotland Championships 1895 Wemyss Bay, Gran Bretagna Erba Singolare - Doppio                | Lottie Paterson 6-2 6-1                                  | K Jamieson                       |               |                     |
| 10 agosto | West of Scotland Championships 1895 Wemyss Bay, Gran Bretagna Erba Singolare - Doppio                | R Templeton K Young 6-1 6-4                              | Miss Arbuthnot Miss Gilling-Lax  |               |                     |
| 10 agosto | West of Scotland Championships 1895 Wemyss Bay, Gran Bretagna Erba Singolare - Doppio                | Doppio misto: Miss Heitzmann K Marley 6-0 6-3            | Miss Arbuthnot GW Peacocke       |               |                     |
| 12 agosto | Torneo di Exmouth 1895 Exmouth, Gran Bretagna Erba Singolare - Doppio                                | Helen Jackson 6-0 3-6 6-3                                | Jane Corder                      |               |                     |
| 12 agosto | Torneo di Exmouth 1895 Exmouth, Gran Bretagna Erba Singolare - Doppio                                |                                                          |                                  |               |                     |
| 17 agosto | Derbyshire Championships 1895 Buxton, Gran Bretagna Erba Singolare - Doppio                          | Helen Jackson 6-3 3-6 6-3                                | Blanche Hillyard                 |               |                     |
| 17 agosto | Derbyshire Championships 1895 Buxton, Gran Bretagna Erba Singolare - Doppio                          | Blanche Hillyard Bertha Steedman 6-3 6-1                 | Charlotte Cooper E Cooper        |               |                     |
| 17 agosto | Derbyshire Championships 1895 Buxton, Gran Bretagna Erba Singolare - Doppio                          | Doppio misto: Charlotte Cooper Harold Mahony 6-3 6-8 6-1 | Blanche Hillyard George Hillyard |               |                     |
| 17 agosto | East of England Championships 1895 Felixstowe, Gran Bretagna Erba Singolare - Doppio                 | Elsie Lane 6-1 6-3                                       | A. Inge                          |               |                     |
| 17 agosto | East of England Championships 1895 Felixstowe, Gran Bretagna Erba Singolare - Doppio                 |                                                          |                                  |               |                     |
| 20 agosto | Torneo di Bad Homburg 1895 Bad Homburg, Germania Terra rossa Singolare - Doppio                      | Toupie Lowther 6-2 6-1                                   | S. Pollen                        |               |                     |
| 20 agosto | Torneo di Bad Homburg 1895 Bad Homburg, Germania Terra rossa Singolare - Doppio                      |                                                          |                                  |               |                     |
| 22 agosto | Torneo di Saxmundham 1895 Saxmundham, Gran Bretagna Erba Singolare - Doppio                          | Elsie Lane 6-2 7-5                                       | Alice Pickering                  |               |                     |
| 22 agosto | Torneo di Saxmundham 1895 Saxmundham, Gran Bretagna Erba Singolare - Doppio                          | Elsie Lane Alice Pickering 6-0 6-4                       | Alice Parr E. Parr               |               |                     |
| 22 agosto | Torneo di Saxmundham 1895 Saxmundham, Gran Bretagna Erba Singolare - Doppio                          | Doppio misto: Alice Pickering Edward R. Allen 6-0 7-5    | J. Hewitson Rupert Hamblin-Smith |               |                     |
| 22 agosto | Torneo di Criccieth 1895 Criccieth, Gran Bretagna Erba Singolare - Doppio                            | Miss Turner walkover                                     | E. Moorhouse                     |               |                     |
| 22 agosto | Torneo di Criccieth 1895 Criccieth, Gran Bretagna Erba Singolare - Doppio                            |                                                          |                                  |               |                     |
| 24 agosto | Scottish Championships 1895 Moffat, Gran Bretagna Erba Singolare - Doppio                            | Lottie Paterson 8-6 6-3                                  | Ida Cressy                       |               |                     |
| 24 agosto | Scottish Championships 1895 Moffat, Gran Bretagna Erba Singolare - Doppio                            |                                                          |                                  |               |                     |
| 24 agosto | Yorkshire Lawn Tennis Association Tournament 1895 Scarborough, Gran Bretagna Erba Singolare - Doppio | Lucy Kendal 6-2 6-1                                      | Mrs Morton                       |               |                     |
| 24 agosto | Yorkshire Lawn Tennis Association Tournament 1895 Scarborough, Gran Bretagna Erba Singolare - Doppio |                                                          |                                  |               |                     |

## Settembre
| Settimana                                                      | Torneo                                                                                   | Vincitore                                                  | Finalista                     | Semifinalisti | Eliminati ai quarti |
| -------------------------------------------------------------- | ---------------------------------------------------------------------------------------- | ---------------------------------------------------------- | ----------------------------- | ------------- | ------------------- |
|                                                                | Sleepy Hollow Club Tournament 1895 New York, USA Erba Singolare - Doppio                 | Helena Hellwig 6-1 6-2                                     | Augusta Bradley               |               |                     |
| Juliette Atkinson Kathleen Atkinson 6-4 7-5                    | Sleepy Hollow Club Tournament 1895 New York, USA Erba Singolare - Doppio                 | Helena Hellwig Philira Pitcher                             |                               |               |                     |
| Doppio misto: Helena Hellwig William Pouch 6-3 4-6 6-4 3-6 6-3 | Sleepy Hollow Club Tournament 1895 New York, USA Erba Singolare - Doppio                 | Juliette Atkinson Dr WN Frazer                             |                               |               |                     |
| 7 settembre                                                    | Sussex Championships 1895 Brighton, Gran Bretagna Erba Singolare - Doppio                | Blanche Hillyard 6-2 6-2                                   | Helen Jackson                 |               |                     |
| 7 settembre                                                    | Sussex Championships 1895 Brighton, Gran Bretagna Erba Singolare - Doppio                | Helen Jackson Maud Shackle 9-7 6-3                         | Miss Bryan LH Paterson        |               |                     |
| 7 settembre                                                    | Sussex Championships 1895 Brighton, Gran Bretagna Erba Singolare - Doppio                | Doppio misto: Charlotte Cooper Grainger Chaytor walkover   | Maud Shackle Wilfred Baddeley |               |                     |
| 9 settembre                                                    | Ontario Championships 1895 Hamilton, Canada Singolare - Doppio                           | Maude Delano-Osborne 6-2 12-10                             | Mrs Whitehead                 |               |                     |
| 9 settembre                                                    | Ontario Championships 1895 Hamilton, Canada Singolare - Doppio                           |                                                            |                               |               |                     |
| 9 settembre                                                    | Ontario Championships 1895 Hamilton, Canada Singolare - Doppio                           | Doppio misto: Mrs Sydney Smith Carr Neel 6-2 6-2           | Edith Wood Edwin Fischer      |               |                     |
| 9 settembre                                                    | Pacific Coast Championships 1895 San Rafael, USA Cemento Singolare - Doppio              | Marion Jones 7-5 3-6 6-3                                   | Bee Hooper                    |               |                     |
| 9 settembre                                                    | Pacific Coast Championships 1895 San Rafael, USA Cemento Singolare - Doppio              |                                                            |                               |               |                     |
| 10 settembre                                                   | Torneo di Dinard 1895 Dinard, Francia Terra rossa Singolare - Doppio                     | Ivy Arbuthnot 3-6 6-2 7-5                                  | Ann Arbuthnot                 |               |                     |
| 10 settembre                                                   | Torneo di Dinard 1895 Dinard, Francia Terra rossa Singolare - Doppio                     |                                                            |                               |               |                     |
| 14 settembre                                                   | South of England Championships 1895 Eastbourne, Gran Bretagna Erba Singolare - Doppio    | Blanche Hillyard 6-4 6-1                                   | Helen Jackson                 |               |                     |
| 14 settembre                                                   | South of England Championships 1895 Eastbourne, Gran Bretagna Erba Singolare - Doppio    |                                                            |                               |               |                     |
| 14 settembre                                                   | South of England Championships 1895 Eastbourne, Gran Bretagna Erba Singolare - Doppio    | Doppio misto: Blanche Hillyard George Hillyard 4-6 7-5 6-3 | Maud Shackle Wilfred Baddeley |               |                     |
| 15 settembre                                                   | Torneo di Toronto 1895 Toronto, Canada Erba Singolare - Doppio                           | Maude Osborne 6-1 4-6 6-3                                  | Mrs Sydney Smith              |               |                     |
| 15 settembre                                                   | Torneo di Toronto 1895 Toronto, Canada Erba Singolare - Doppio                           |                                                            |                               |               |                     |
| 17 settembre                                                   | Torneo di Boulogne-sur-Mer 1895 Boulogne-sur-Mer, Francia Terra rossa Singolare - Doppio | LH Paterson 6-1 6-0                                        | Miss Gould                    |               |                     |
| 17 settembre                                                   | Torneo di Boulogne-sur-Mer 1895 Boulogne-sur-Mer, Francia Terra rossa Singolare - Doppio |                                                            |                               |               |                     |

## Ottobre
| Settimana | Torneo                                                                                            | Vincitore               | Finalista    | Semifinalisti | Eliminati ai quarti |
| --------- | ------------------------------------------------------------------------------------------------- | ----------------------- | ------------ | ------------- | ------------------- |
| ottobre   | Western Australian Championships 1895 Perth, Australia Erba Singolare - Doppio                    | Miss Bell 6-3 7-5       | Miss Macklin |               |                     |
| ottobre   | Western Australian Championships 1895 Perth, Australia Erba Singolare - Doppio                    |                         |              |               |                     |
| 5 ottobre | Welsh Covered Court Championships 1895 Llandudno, Gran Bretagna Parquet indoor Singolare - Doppio | Alice Pickering 6-0 6-4 | Ida Cressy   |               |                     |
| 5 ottobre | Welsh Covered Court Championships 1895 Llandudno, Gran Bretagna Parquet indoor Singolare - Doppio |                         |              |               |                     |

## Novembre
| Settimana   | Torneo                                                                                    | Vincitore                                        | Finalista                      | Semifinalisti | Eliminati ai quarti |
| ----------- | ----------------------------------------------------------------------------------------- | ------------------------------------------------ | ------------------------------ | ------------- | ------------------- |
| 23 novembre | Victorian Championships 1895 Melbourne, Australia Erba Singolare - Doppio                 | Phoebe Howitt 6-2 6-5                            | Mabel Shaw                     |               |                     |
| 23 novembre | Victorian Championships 1895 Melbourne, Australia Erba Singolare - Doppio                 | Phoebe Howitt Miss Howitt 6-5 4-6 6-5            | Miss Marsh Mabel Shaw          |               |                     |
| 23 novembre | Victorian Championships 1895 Melbourne, Australia Erba Singolare - Doppio                 | Doppio misto: F Waters Miss F Waters 0-6 6-2 7-5 | Phoebe Howitt Alfred W. Dunlop |               |                     |
| 27 novembre | French Covered Court Championships 1895 Parigi, Francia Parquet indoor Singolare - Doppio | Adine Masson                                     | Mrs Underwood                  |               |                     |
| 27 novembre | French Covered Court Championships 1895 Parigi, Francia Parquet indoor Singolare - Doppio |                                                  |                                |               |                     |

## Dicembre
Nessun evento

## Senza data
| Settimana                | Torneo                                                                                    | Vincitore               | Finalista | Semifinalisti | Eliminati ai quarti |
| ------------------------ | ----------------------------------------------------------------------------------------- | ----------------------- | --------- | ------------- | ------------------- |
|                          | New Zealand Championships 1895 Wellington, Nuova Zelanda Singolare - Doppio               | Hilda Hitchings 6-3 6-4 | A. Meeson |               |                     |
| Hilda Hitchings Trimmell | New Zealand Championships 1895 Wellington, Nuova Zelanda Singolare - Doppio               |                         |           |               |                     |
|                          | Natal Championships 1895 Natal, Sudafrica Erba Singolare - Doppio                         | Norah Hickman           | Forder    |               |                     |
|                          | Natal Championships 1895 Natal, Sudafrica Erba Singolare - Doppio                         |                         |           |               |                     |
|                          | Nice Lawn Tennis Club Championships 1895 Nizza, Francia Singolare - Doppio                | Bernard                 |           |               |                     |
|                          | Nice Lawn Tennis Club Championships 1895 Nizza, Francia Singolare - Doppio                |                         |           |               |                     |
|                          | Ealing Lawn Tennis Tournament 1895 Londra, Gran Bretagna Erba Singolare - Doppio          | A Brown                 |           |               |                     |
|                          | Ealing Lawn Tennis Tournament 1895 Londra, Gran Bretagna Erba Singolare - Doppio          |                         |           |               |                     |
|                          | Czechoslovakia International Championship 1895 , Impero Asburgico Erba Singolare - Doppio | M Cifkova               |           |               |                     |
|                          | Czechoslovakia International Championship 1895 , Impero Asburgico Erba Singolare - Doppio |                         |           |               |                     |